# Millery (Côte-d’Or)
Millery – miejscowość i gmina we Francji, w regionie Burgundia-Franche-Comté, w departamencie Côte-d’Or.
Według danych na rok 1990 gminę zamieszkiwały 344 osoby, a gęstość zaludnienia wynosiła 16 osób/km² (wśród 2044 gmin Burgundii Millery plasuje się na 574. miejscu pod względem liczby ludności, natomiast pod względem powierzchni na miejscu 393.).